# Oligosita sacra
Oligosita sacra är en stekelart som beskrevs av Girault 1912. Oligosita sacra ingår i släktet Oligosita och familjen hårstrimsteklar. Inga underarter finns listade i Catalogue of Life.